# 7337-es mellékút (Magyarország)
A 7337-es számú mellékút egy közel tíz kilométer hosszú, négy számjegyű mellékút Veszprém és Zala vármegyék határvidékén. Keresztirányban vezet át az észak-déli irányban elnyúló Marcal-medencén, összekapcsolva egyrészt a Marcal folyó két partján fekvő településeket egymással és a térség főútjaként húzódó 84-es főúttal, másrészt kapcsolatot teremtve számukra a Zala folyó völgye és az ott fekvő települések felé is.

## Nyomvonala
A 84-os főút 31. kilométerénél ágazik ki, a Veszprém vármegye Sümegi járásába tartozó Ukk lakott területének keleti részén, nyugat felé. Kezdeti szakasza a Kossuth utca nevet viseli, majd 600 méter után délnek fordul és a Széchenyi István utca nevet veszi fel; ugyaninnen a Kossuth utca a 73 327-es számozással halad tovább, nagyjából ezután is nyugat felé, Ukk vasútállomásig. Első kilométere után az út elhagyja a település házait, 2,5 kilométer megtétele után pedig eléri Gógánfa határát.
Egy darabig a határvonalat követi, közben a 3. kilométerénél keresztezi a MÁV 26-os számú Balatonszentgyörgy–Tapolca–Ukk-vasútvonalát, majd teljesen gógánfai területre tér és a 3+100-as kilométerszelvényénél egy körforgalomba érkezik bele: itt torkollik bele a Zalagyömörőről induló 7329-es út, ami itt ér véget, ugyancsak bő 3 kilométer után. A körforgalom után nyugatnak fordul és kicsivel ezután eléri Gógánfa házait, ahol Vasút utca néven halad. A központtól nyugatra már Deák Ferenc utca a neve, és az 5+100-as kilométerszelvénye táján el is hagyja a község belterületét, nyugat-délnyugati irányban.
5,3 kilométer után, még gógánfai területen keresztezi a Marcal folyását, majd az 5+700-as kilométerszelvényénél Dabronc területére lép át. 6. kilométerének teljesítését követően dél felé fordul; ugyanitt észak felé is indul egy út: ez a 73 168-as számú mellékút, ami Zalaerdődről indul, áthalad Hetyefő területén, végighúzódik Dabroncon annak főutcájaként észak-déli irányban és 6,7 kilométer megtétele után itt ér véget.
Alig fél kilométer után újabb irányváltással visszatér az út a korábban követett, nyugat-délnyugati irányához, így halad tovább, közben a 8+800 kilométerszelvényénél eléri Dabronc, Türje és Szalapa hármashatárát. Ezen a ponton lép át Zala vármegye területére és innentől e két utóbbi település határvonalán húzódik, mindkettő lakott területeitől távol. Így is ér véget, a Keszthely északi határvidékétől Jánosházáig vezető 7331-es útba torkollva, annak 22+500 kilométerszelvénye közelében.
Teljes hossza, az országos közutak térképes nyilvántartását szolgáló kira.gov.hu adatbázisa szerint 9,175 kilométer.

## Települések az út mentén
- Ukk
- Gógánfa
- (Dabronc)
- (Szalapa)
- (Türje)